# Песке, Жан
Иван (Жан) Мечеславович Песке (фр. Jean Misceslas Peské, пол. Jan Mirosław Peszke; 27 июля 1870, Голта, Ананьевский уезд, Херсонская губерния — 21 марта 1949, Ле-Ман, Франция) — французский художник-импрессионист польского происхождения.

## Биография
Родился в Российской империи в семье польского врача Яна Пескевича и Антуанетты Знамировской. Учился в Киеве и Одессе. В 1891 году, получив наследство от отца, использовал средства, чтобы эмигрировать во Францию.
В Париже обучался в академии Жюлиана у Жан-Поля Лорана. С 1891 года входил в круг сотрудников журнала La Revue Blanche.

## Творчество
Испытав влияние пуантилизма и группы Наби, впоследствии был близок к импрессионизму.
Работы художника хранятся в музеях Парижа, Руана, Сен-Тропе и других городов Франции, а также Женевы и Варшавы.

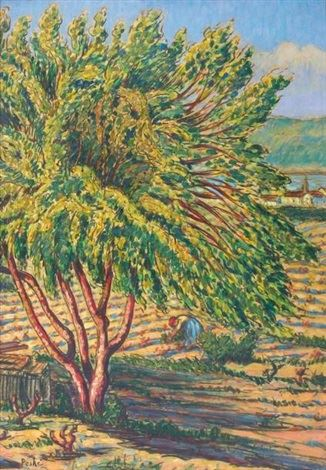
Пейзаж с деревом
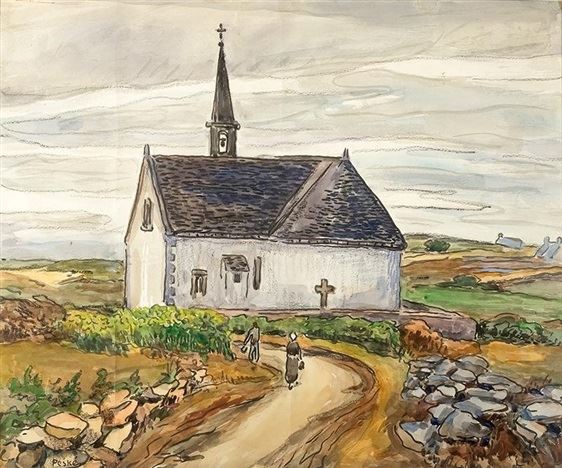
Церковь в Бретани
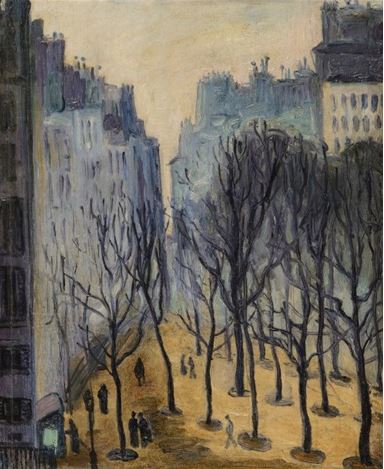
Париж. Площадь Дофина
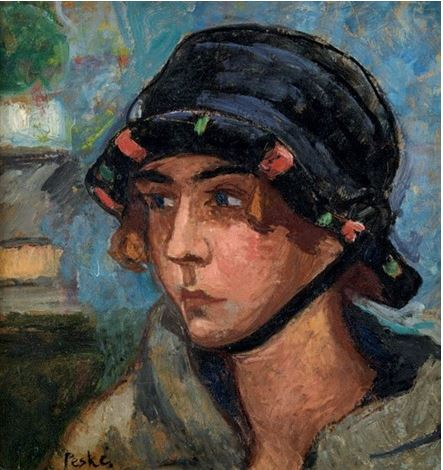
Девушка в шляпке